# Mil neuf cent : Revue d'histoire intellectuelle
Pour les articles homonymes, voir 1900 (homonymie).
Mil neuf cent : Revue d'histoire intellectuelle a été créée à Paris en 1983 sous la direction de l'historien Jacques Julliard. L'historien Christophe Prochasson en est le directeur depuis 2016.
Jusqu'en 1988, elle a eu pour titre Cahiers Georges Sorel. 

## Vocation
Cette revue, destinée à un large public cultivé, a pour vocation de promouvoir les études historiques autour du philosophe Georges Sorel dont elle n'a cessé de publier des manuscrits et des correspondances inédits : elle annonce à ce jour la publication d'environ 800 pages inédites. Son éditeur, la Société d'études soréliennes, entretient un important fonds documentaire d'écrits de Sorel et sur Sorel déposé et consultable au Musée social à Paris.
La revue a progressivement élargi ses intérêts historiques à toute la période mil neuf cent (1870-1914) en concentrant ses recherches autour de l'histoire intellectuelle, qui est à la fois une histoire des intellectuels et une histoire de la culture.

## Orientation et spécificités
Elle a consacré des dossiers à des sujets variés, concernant tantôt l'histoire des idées tantôt l'histoire des groupes intellectuels. Ainsi les numéros sur les pensées réactionnaires, la réception de Proudhon, l'engagement dreyfusard ou anti-dreyfusard, les notions de progrès et décadence, l'eugénisme dans ses rapports au socialisme, la pensée coloniale, Péguy et l'histoire, les cultures ouvrières, l'art dans son rapport à la société, le nationalisme, l'idéologie militaire de la Première Guerre mondiale, l'anti-intellectualisme, le syndicalisme révolutionnaire, le socialisme réformiste, la critique littéraire, les femmes intellectuelles, les intellectuels catholiques, l'idée de l'âge d'or, le refus de parvenir, l'usage des langues dans l'internationalisme ouvrier, l'écologie et la santé mil neuf cent, etc. 
Elle s'est faite en outre une spécialité en abordant des thèmes originaux et peu étudiés, tels que la socialité intellectuelle à travers les congrès, les correspondances, les revues ou tels que les modes d'intervention intellectuelle à travers les enquêtes et les controverses. Son numéro 40 (2022) porte sur la problématique de l'édition des Œuvres (in)complètes dont celles de Fénelon, Tocqueville, Proudhon, Jaurès, Gramsci, Simone Weil, Sorel. Son dernier numéro (42, 2024) est consacré à l’œuvre historienne de son fondateur et premier directeur Jacques Julliard.
Elle publie, généralement à chaque numéro, des documents inédits.

## Aspects institutionnels
Elle a été fondée par la Société d'études soréliennes qui en est propriétaire. Fonctionnant grâce au travail bénévole, elle a bénéficié de la collaboration d'AHMOC (Approches historiques des mondes contemporains), équipe de recherche du Centre de recherches historiques, unité mixte de recherche EHESS (École des hautes études en sciences sociales) - CNRS (Centre national de la recherche scientifique), aujourd'hui dissoute. Elle a été subventionnée par le Centre national du livre.

## Disponibilité
La revue est vendue au numéro ou par abonnement, via son site. Quelques librairies parisiennes la vendent également.
Elle est présente dans les bibliothèques institutionnelles et publiques, principalement en France. 
La partie patrimoniale (jusqu'en 2000) est en libre accès sur Persée.
À partir du numéro de 2001, elle est hébergée sur Cairn. 
Les anciens numéros sont en libre accès.

## Sources
- Jacques Julliard, L'année des dupes, Paris, Le Seuil, 1996, p. 12.

- Madeleine Rebérioux, Parcours engagés dans la France contemporaine, Paris, Belin, 1999, p. 5.

- Jacques Julliard, "Vingt ans. De Sorel à Péguy", Mil neuf cent, 20, 2002.

- Mil neuf cent. Revue d'histoire intellectuelle. Tables 1983-2002, Paris, Société d'études soréliennes, 2003.
- Ouvr. coll., Pour une deuxième gauche : hommage à Jacques Julliard, Paris, BNF, 2008, p. 71-76.

- Christophe Prochasson, "Présentation", Lettre de l'EHESS, 40, [2010].
- [Christophe Prochasson], "Revues de sciences humaines à 4 voix", La Revue des revues, 48, 2012, p. 81.

- Jacques Julliard, Christophe Prochasson, "Avant-propos", Mil neuf cent, 34, 2016, p. 3-7.

- Christophe Prochasson, "Avant-propos", Mil neuf cent, 40, 2022, p. 3-5.